# Jardim das Musas
O Jardim das Musas[carece de fontes?] ou Jardins do Palácio do Catete é um parque municipal localizado nos bairros do Catete e Flamengo, na Zona Sul da cidade do Rio de Janeiro, no Brasil. Localiza-se nas adjacências do Palácio das Águias, porém possui entradas independentes e gratuitas. Seu nome deve-se a quatro estátuas de musas que se localizavam na fachada do palácio. Essas estátuas foram substituídas nos anos 1920  pelas atuais estátuas de harpias.

## Descrição
O complexo conta com chafarizes, lago artificial, pontes, coreto, bistrô, estátuas e parque infantil. Regularmente, realizam-se, no parque, exposições de fotos, quadros e livros, bem como eventos de caráter científico e musical, como apresentações de música popular brasileira e samba. Botanicamente, predominam figueiras, palmeiras-imperiais, paus-brasis, mangueiras, jamelões etc.